# パリ＝バスティーユ・マルル＝アン＝ブリ線

ヴァンセンヌ線の地図 (1859年)

パリ＝バスティーユ・マルル＝アン＝ブリ線は、かつてフランスにあった鉄道路線である。バスティーユ線、ヴァンセンヌ線とも呼ばれた。
最盛期はパリ＝バスティーユ駅からヴェルヌイユ＝レタン駅を経てマルル＝アン＝ブリ駅まで66.3kmの長さがあった。
2017年現在、ヴァンセンヌ駅とボワシー＝サン＝レジェ駅の間がRER A線の一部として使われている。